# Apokopos

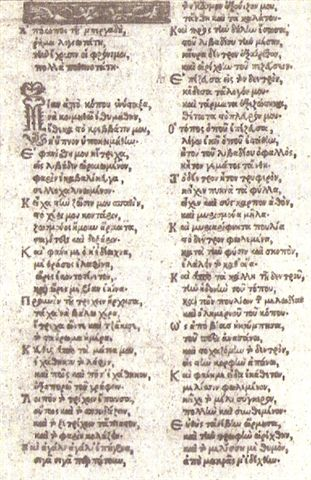
Die Titelseite der Ausgabe des Apokopos von 1534

Der sogenannte Apokopos (griechisch Ἀπόκοπος) eines nicht weiter bekannten Verfassers namens Bergadhis (auch: Bergadis, griechisch Μπεργαδής) beinhaltet eine Traumerzählung von einer Unterweltsfahrt und ist das erste volkssprachliche Buch der griechischen Literaturgeschichte. Es stammt von der Insel Kreta und wird meist an den Anfang des 15. Jahrhunderts datiert.

## Titel, Verfasser, Datierung
Der geläufige Titel des Werks und sein Verfasser sind ausschließlich aus dem Incipit-Distichon der venezianischen Ausgaben bekannt, das wahrscheinlich nicht vom Verfasser selbst stammt. Es lautet:
| Απόκοπος του Μπεργαδή, ρίμα λογιωτάτη, την έχουσιν οι φρόνιμοι πολλά ποθεινοτάτη. |  | Der Apokopos des Bergadhis, hochgelehrtes Reimgedicht, das die Gelehrten äußerst reizend finden. |

Das ansonsten im Griechischen nicht belegte Wort apókopos (im Sinne von „müde“) geht auf einen Ausdruck im ersten Satz des Gedichts zurück:
| Μίαν ἀπὸ κόπου ἐνύσταξα. |  | Eines Tages war ich von der Arbeit (apó kópou) müde. |
Vom Verfasser Bergadis ist nichts weiter bekannt, nicht einmal der Vorname. Der singuläre Name verweist auf eine venezianisch-kretische Adelsfamilie namens Bragadin oder Bregadin aus Rethymno, möglicherweise aber auch auf eine unbekannte Familie gleichen Namens. Die antipapistischen Verse 301–302 gaben zu der Vermutung Anlass, dass es sich bei dem Verfasser um einen griechischen Katholiken handelte (Hubert Pernot). Bekannte Ressentiments gegen die Franziskaner auf Kreta machen allerdings einen orthodoxen Griechen wahrscheinlicher.
Die meisten Gelehrten datieren das Gedicht heute aufgrund von Sprache, Versbau und teils auch Inhalt an den Anfang des 15. Jahrhunderts (1400–1420).

## Form und Inhalt
In den venezianischen Ausgaben (ab 1509) besteht das Gedicht aus 556 dekapentasyllabischen Versen (Fünfzehnsilbern) mit Paarreim, das heißt 278 gereimten Distichen. Die Forschung hält heute jedoch lediglich 440 Verse für echt, die übrigen Verse sind dementsprechend als von Späteren hinzugedichtet anzusehen.
Das Gedicht beinhaltet eine Katabasis, eine vom Erzähler im Traum erlebte Fahrt in die Hölle. Ein einziges Distichon zu Beginn legt die Rahmenhandlung dar, der Schluss, das Erwachen des Erzählers aus dem Traum, fehlt in den verschiedenen Bearbeitungen des Texts. Der Traum selbst lässt sich in drei Teile einteilen:
1. (Vers 5–66): Am frühen Morgen reitet der Erzähler als Jäger über eine Ebene und verfolgt einen Hirsch, der am Mittag plötzlich wie von Geisterhand verschwunden ist. Langsam reitet er in die Mitte der Ebene und steigt bei einem Baum vom Pferd ab. Im Baumwipfel bemerkt er ein Bienennest und steigt hinauf, um den Honig zu kosten. Plötzlich beginnt der Baum zu wanken, und als er hinunterschaut, sieht er, dass der Baum nicht mehr in der Mitte der Ebene, sondern am Rande eines Abgrunds steht. Es wird immer dunkler und die Nacht zieht herauf, als er tief unten im Abgrund einen Drachen sieht, der mit offenem Maul auf ihn wartet und schließlich verschlingt. Er befindet sich nun in einem dunklen Grab unter der Erde, in einem sonnenlosen Land.

1. (Vers 67–276): Den zweiten Teil bildet ein Dialog des Erzählers mit zwei jungen Männern, die als Gesandte der Toten zu ihm kommen. Sie fragen ihn nach der Oberwelt und wollen vor allem wissen, ob man sie dort noch kenne und ob insbesondere ihre Witwen und Mütter sich noch an sie erinnerten. Nach kurzem Zögern antwortet der Erzähler mit einem Angriff auf die Witwen und den Klerus, der nur den Besitz der Verstorbenen und deren Witwen im Auge habe (solche Angriffe sind in der mittelgriechischen Literatur verbreitet). Am Ende des Abschnitts findet sich eine Klage über die Treulosigkeit der Frauen und der Wunsch, wieder aufzuerstehen und auf die Erde zurückkehren zu können.

1. (Vers 277–452): Im dritten Teil fragt der Erzähler seinerseits die beiden jungen Männer nach ihrer Geschichte. Sie erzählen ihm, dass sie aus einer Rom entgegengesetzten Stadt (αντίθετον σκαμνίν της βασιλειάς της Ρώμης) kamen und Schiffbruch erlitten, als sie zur Hochzeit ihrer Schwester fuhren, die sich in einem fernen Land verheiratet hatte. Als sie in der Unterwelt ankamen, trafen sie auf ihre Schwester mit einem Säugling; als diese im Traum erfahren hatte, dass ihre Brüder umgekommen seien, hatte sie eine Fehlgeburt und sei ebenfalls gestorben.

Als der Erzähler ankündigt, dass er nun gehen will, kommen Scharen von Toten mit Briefen für die Lebenden zu ihm. Bevor sie ihn erreichen, flieht der Erzähler (Vers 453–466, 481–482).
Da der Schluss des Gedichts nicht erhalten ist, variieren die Interpretationen des Gedichts. Manche verstehen es als Gedicht über die Vergänglichkeit des Lebens, andere als pessimistische Traumgeschichte, wieder andere als satirischen Dialog nach byzantinischer Manier oder als carpe diem, als Aufforderung, das Leben zu genießen. In jedem Fall finden sich signifikante Bezüge auf die kretische Renaissanceliteratur, etwa die Traumgedichte des Marinos Phalieros oder verschiedene Unterweltsgedichte, sowie auf den Roman von Barlaam und Josaphat.

## Rezeption
Die 1990 wieder aufgefundene editio princeps des Apokopos war 1509 in Venedig von Nikolaos Kalliergis herausgegeben worden. Neben verschiedenen Handschriften ist es in weiteren Drucken überliefert, die von der Beliebtheit des Werks vom 16. bis ins 18. Jahrhundert zeugen. Noch in der Gegenwart wird es in Griechenland viel gelesen und, etwa von Simon Kakalas, für die Bühne bearbeitet.